# Поточарка
Поточарка (болг. Поточарка) — село в Болгарии. Находится в Кырджалийской области, входит в общину Крумовград. Население составляет 135 человек.

## Политическая ситуация
В местном кметстве Поточница, в состав которого входит Поточарка, должность кмета (старосты) исполняет Мусин  Шукри Мехмед (Движение за права и свободы (ДПС)) по результатам выборов правления кметства.
Кмет (мэр) общины Крумовград — Себихан Керим Мехмед (Движение за права и свободы (ДПС)) по результатам выборов в правление общины.